# Radewitz (Nünchritz)
Radewitz ist ein Ortsteil von Diesbar-Seußlitz in der Gemeinde Nünchritz im Landkreis Meißen in Sachsen. Das frühere Dorf und spätere Vorwerk war immer mit Seußlitz verbunden.

## Geographie
Das Heutige vierseitige Einzelgut Radewitz nimmt den Platz auf dem schmalen Geländerücken zwischen dem 50 Meter tieferen Seußlitzer Grund und der 70 Meter tieferen Elbaue ein. Um 1900 wird Radewitz als Einzelgut in der Flur Seußlitz beschrieben.

## Geschichte
Radewitz wird 1205 unter dem Namen Ratsuwitz erstmals erwähnt. Die Gegend war aber schon lange vorher besiedelt. Unweit von Radewitz liegt die Goldkuppe mit einer bronzezeitlichen Wallanlage. Der Ortsname bedeutet wahrscheinlich Leute des Rados oder Rades nach einem obersorbischen Personennamen. Der Ortsname war mehrmals Änderungen unterzogen, so wurde Radewitz im Jahr 1279 Ratsuitz genannt, 1295 Raschewycz, 1299 Razwicz bzw. Ratzewicz im Jahr 1336. 1378 wird der Ort dann Racswicz windisch genannt, was die Anwesenheit sorbischer Siedler beweist. Erst 1551 wird Radewitz als Ortsbezeichnung verwendet.
1300 wird in einer Urkunde der Tiefe Weg oder Hohlweg als Verbindung des Klosters Seußlitz nach Meißen erwähnt. Die öffentliche Straße geht als Bergstraße von Seußlitz über Radewitz nach Meißen. Ende des 14. Jahrhunderts wird Radewitz als Schäfereivorwerk des Klosters genutzt. Nach seiner Auflösung kauft 1545 der kurfürstliche Kanzler Simon Pistoris  das ehemalige Kloster mit den Vorwerken Seußlitz, Merschwitz und Radewitz einschließlich der Frone der Dörfer. 1572 wurde das Radewitzer Vorwerk als Schäferei des Rittergutes Seußlitz genutzt. Bis zu 1000 Schafe wurden dort gehalten. Heinrich von Bünau, der neue Besitzer von Seußlitz kauft 1725 Radewitz.
1875 besteht Radewitz aus dem Schäfereivorwerk und zwei Winzerhäusern. Dort lebten 23 Menschen.
Da der Tiefe Weg nicht mehr modernen Fahrzeugen genügt, wird 1937 bis 1939 als neue Verbindungsstraße nach Radewitz die Neue Straße gebaut. Der Kriegsbeginn unterbricht den Bau. Das oberste Stück wird erst nach Kriegsende durch die in Radewitz ansässig gewordenen Neubauern fertiggestellt. 1959 beginnen zwischen Heinrichsburg und Goldkuppe die Aufrebungen des Volksweingutes Radebeul in der Lenz-Moser-Kultur auf Flächen ehemaliger Radewitzer Neubauern. Ende der 1960er Jahre stehen schließlich 35 Hektar in Radewitz. Heute ist das Gut Außenstelle des Staatsweingutes Schloss Wackerbarth, zum Teil bewirtschaftet von einem Reitsport e. V.